# Spirula
Spirula (Spirula spirula) – szeroko rozprzestrzeniony gatunek dziesięciornicy, jedyny współcześnie żyjący przedstawiciel rzędu Spirulida i rodziny spirulowatych (Spirulidae).

## Wygląd

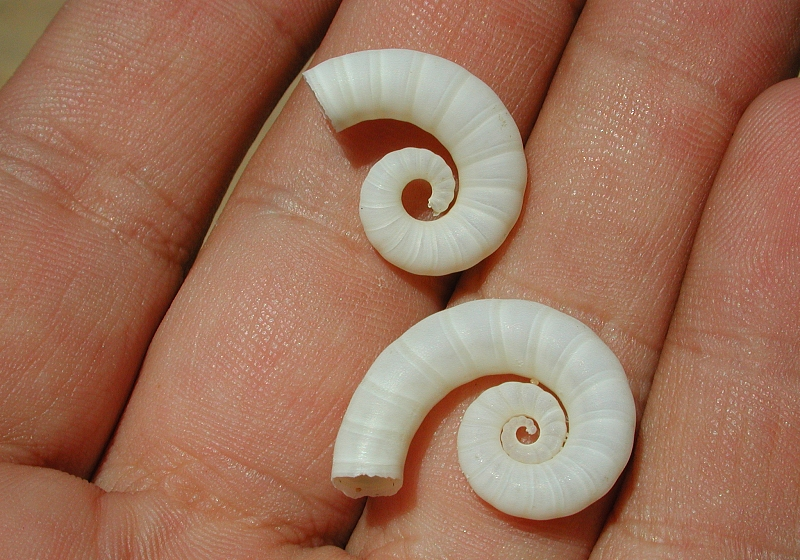
Wewnętrzne muszle spirul

Ciało krępe, fasolowatego kształtu, o długości 5 cm. Muszla wewnętrzna aragonitowa, skręcona (planispiralna), komorowa, obrośnięta płaszczem, działa jak statecznik. Krótkie ramiona i para małych, kolistych płetw.

## Występowanie
Ciepłe morza podzwrotnikowe i zwrotnikowe, w wodach pelagialnych na głębokościach 250–1750 m. Odbywa znaczne wędrówki pionowe.